# نيكولا دونازان
نيكولا دونازان (بالإيطالية: Nicola Donazzan)‏ (8 يناير 1985 بباسانو دل غرابا في إيطاليا - ) هو لاعب كرة قدم إيطالي في مركز الدفاع. لعب مع إنتر ميلان ونادي ساسولو ونادي سيتاديلا ونادي مانتوفا.